# Regeringen Hansson III
Regeringen Hansson III eller samlingsregeringen var en svensk regering med Socialdemokraten Per Albin Hansson som statsminister. I övrigt bestod regeringen av ministrar från de fyra största partierna. Regeringen tillträdde den 13 december 1939 och satt fram till den 31 juli 1945 och kom därmed att styra Sverige under andra världskriget.

## Sammansättning
Samlingsregeringen bestod av representanter för de fyra största partierna:
- Socialdemokraterna
- Bondeförbundet (som senare bytte namn till Centerpartiet)
- Folkpartiet (som senare bytte namn till Liberalerna)
- Högern (som senare bytte namn till Moderaterna)

Två riksdagspartier hölls utanför regeringen, det prosovjetiska Sveriges kommunistiska parti (senare Vänsterpartiet) samt Socialistiska partiet.

## Tillkomst och syfte
Regeringen tillkom som ett resultat av det sovjetiska anfallet mot Finland i Vinterkriget[källa behövs] och regerade till slutet av andra världskriget.
Samlingsregeringen hade två mål som den ville upprätthålla till varje pris::18
- Att hålla Sverige utanför andra världskriget
- Att hålla ihop samlingsregeringen

Alla andra politiska beslut var underordnade dessa två mål.
I regeringsdeklarationen framhölls att syftet bland annat var att lägga de inrikespolitiska stridsfrågorna åt sidan. Då regeringen bestod av de fyra största partierna, deras partiledare och mest framträdande politiker innebar detta att riksdagen förlorade inflytande. Det innebar också att Sverige under perioden även var utan egentlig politisk opposition.:19

## Utökade maktbefogenheter och förskjuten maktfördelning
Samlingsregeringen utökade sina egna maktbefogenheter under hela tiden som kriget pågick och det fanns ingen politisk opposition som kunde stoppa den.:19 Politikernas utökade maktbefogenheter skedde på bekostnad av demokratin och folkets frihet.:97
Genom kriget hade riksdagen gett regeringen extraordinära fullmakter, till exempel över statsbudgeten. I praktiken fungerade det så att riksdagen ofta informerades och fick godkänna beslut i efterhand. Sveriges kommunistiska parti var inte representerat vare sig i utrikesutskottet eller utrikesnämnden och saknade helt inflytande.

## Massövervakning och kontroll
Den Allmänna säkerhetstjänsten (STJ) var en hemlig polis som lydde direkt under regeringen. Den hade bildats 1938 av Regeringen Hansson II men trädde inte i full funktion förrän 12 april 1940 och förblev hemlig för folket fram till januari 1943. STJ sorterade under socialminister Gustav Möller och ansvarade för censur- och övervakningstjänst.:56 STJ:s Centralbyrå kontrollerade kommunikationer. STJ:s Spaningsbyrå spanade på misstänkta personer.
En kontrollapparat utvecklades och riktades mot det egna folket.:97 Det gjordes grova intrång i enskilda människors privatliv med hänvisning till "rikets säkerhet".:97 42 miljoner brev öppnades och 11 miljoner telefonsamtal avlyssnades.:98 2 100 lokala ortsombud hade till uppgift att rapportera till makthavarna om opinionsläget.:98 Detta vid en tid då Sveriges befolkning var omkring 6,4 miljoner personer.
Statens informationsstyrelse inrättades och påstods ha till uppgift att informera befolkningen, men som själv såg som sin främsta uppgift att rapportera om folket till de styrande.:98
Strategier utvecklades för att kontrollera folket i en utsträckning som saknade motstycke i svensk historian.:97 Det skedde samtidigt som samlingsregeringen hemlighöll och hemligstämplade sina göranden.:97
Ture Nerman, redaktör för tidningen Trots allt! (1939–1945), ifrågasatte under kriget regeringens taktik att beskära friheten i Sverige istället för att stärka den nationella stoltheten, slå vakt om demokratin och dess principer, och på så sätt väcka folkets kämparvilja.:112 Han jämförde med Winston Churchill i Storbritannien och Franklin D. Roosevelt i USA vilka han skrev ständigt framhöll frihetens värden för att stärka sina folks försvarsberedskap.:112
Efter kriget riktade Sandlerkommissionen (i SOU 1948:7) kritik mot regeringen framför allt för att verksamheten hade varit hemlig, eftersom detta var ett hot mot rättssäkerheten.

## Interneringsläger
Under kriget inrättades interneringsläger i Sverige (ibland kallade koncentrationsläger). De var en typ av arbetsläger för politiska fångar.
Initialt upprättades de för att frihetsberöva kommunister, vilka betraktades som statsfientliga element. Med tiden växte gruppen intagna till att även inkludera radikala socialdemokrater, syndikalister, fackföreningsfolk, anti-nazister, och tyska desertörer, så kallade Englandsvänner. Även etnisk bakgrund utgjorde skäl för intagning. Intagning till lägren skedde utan vare sig rättegång eller dom. Tage Erlander, som blev Sveriges statsminister i 23 år med start 1946, var som statssekreterare på socialdepartementet den högste politiska tjänstemannen för dessa läger.

## Censur

### Censur av pressen
315 svenska tidningar beslagtogs åren 1940–1943:103
|  | 251 beslagtagna tidningar var kritiska mot Nazityskland (80 %) |

|  | 64 övriga (20 %) |

Under året 1939 åberopades smädelseparagrafen från 1800-talet, som knappast använts sedan sin tillkomst, för att i Sverige åtala 19 tidningar.:102 16 av dessa tryckfrihetsåtal slutade med fängelsestraff för den ansvarige utgivaren.:102 För att undvika dessa uppmärksammade censurrättegångar valde Regeringen Hansson III att medvetet feltolka lagen för att få tillstånd ett förenklat censurförfarande.:102-103 Besluten kom att delegeras till justitieminister Karl Gustaf Westman och sanktionerades av regeringen i efterhand.:103 Åren 1940–1943 beslagtogs 315 svenska tidningar, varav 251 var kritiska mot Nazityskland.:103
Regeringen inrättade ett parallellt regelverk vid sidan av Tryckfrihetsförordningen, samtidigt som vissa paragrafer i lagen ny- och omtolkades för att möjliggöra administrativa ingrepp. Myndigheten Statens informationsstyrelse (SIS) inrättades med sektionen Pressrådet 1939:55 som senare efterträddes av sektionen Pressnämnden. SIS skickade, via Tidningarnas Telegrambyrå, grå lappar till pressen med råd och anvisningar om vad myndigheten ansåg var lämpligt eller olämpligt att offentliggöra.:54
Våren 1940 ålades riksdagen av en enad regering att revidera Tryckfrihetsförordningen så att myndigheter vid krig eller krigsfara kunde censurera tidningar (förhandsgranska och utfärda utgivningsförbud). Förslaget antogs av riksdagen i juni 1940 och året efter, efter valet 1941, antogs lagen en andra gång.:104 Den lagstiftningen kom aldrig att användas. Men våren 1940 gav riksdagen även regeringen makt att med transportförbudet hindra distribution av periodisk skrift genom att förbjuda att den transporterades med allmänna kommunikationer. Denna lagstiftning användes i några fall mot kommunistisk press, till exempel Norrskensflamman. Avsikten med transportförbudet var att hindra utgivning utan att tekniskt sett använda förhandscensur. Enligt de ansvariga användes det för att preventivt stävja vad man kallade ett "missbruk" av tryckfriheten.:104
Justitieminister Karl Gustaf Westman använde hellre konfiskeringsvapnet, även i fall där åtal var möjligt. I mars 1942 publicerade 17 svenska tidningar en likalydande artikel som var en sammanställning av styrkta vittnesmål om tortyr i norska fängelser. Det ledde till masskonfiskering då justitieministers beslagtog samtliga 17 tidningar.:114 Sven Grafström skrev i sin dagbok att initiativet till konfiskering oftast togs från utrikesdepartementet eller justitiedepartementet.:115
Regeringens taktik var att ingripa mot tidningar redan innan klagomål hade inkommit från Nazityskland, då den ansåg det förödmjukande att göra det i efterhand. Det ledde till ingrepp mot yttringar som tyskarna inte hade lagt märke till, inte brydde sig om, eller inte hade tänkt klaga på.:115 Det förekom även direkt censur från regeringen.:116
Det var främst tre tidningsmän som ådrog sig regeringens vrede och repressalier: Torgny Segerstedt, Ture Nerman och Johannes Wickman.:109
Torgny Segerstedt, chefredaktör för Göteborgs Handels- och Sjöfartstidning, kritiserade regeringens undfallenhet gentemot Nazityskland, transiteringstrafiken och inskränkningar i tryckfriheten. Han hamnade i konflikt med det officiella Sverige och ombads upphöra med den "antityska" linjen. Regeringens återkommande propåer och kampanjer fick dock inte gehör och flera nummer av GHT konfiskerades.
Den kanske hårdast drabbade tidningen var Trots allt! (1939–1945) som utkom en gång i veckan och var skarpt kritisk mot nazism och fascism. Tidningen konfiskerades åtta gånger och belades med transportförbud. Redaktören Ture Nerman dömdes till, och avtjänade, tre månaders fängelse:80 för ledartexten "Hitlers helvetesmaskin" publicerad den 10 november 1939.
Johannes Wickman var utrikeskommentator på Dagens Nyheter. Han citerade tal och uttalanden från nazister och lät dessa tala för sig själva. Det ledde till att Pressnämnden, som bestod av publicister, tillställde ordern "Sarkasmer, ironiska och sårande utfall samt insinuanta vändningar måste obetingat undvikas.":113 Dagens Nyheter beslagtogs dock aldrig under kriget.:124

### Censur av kultur

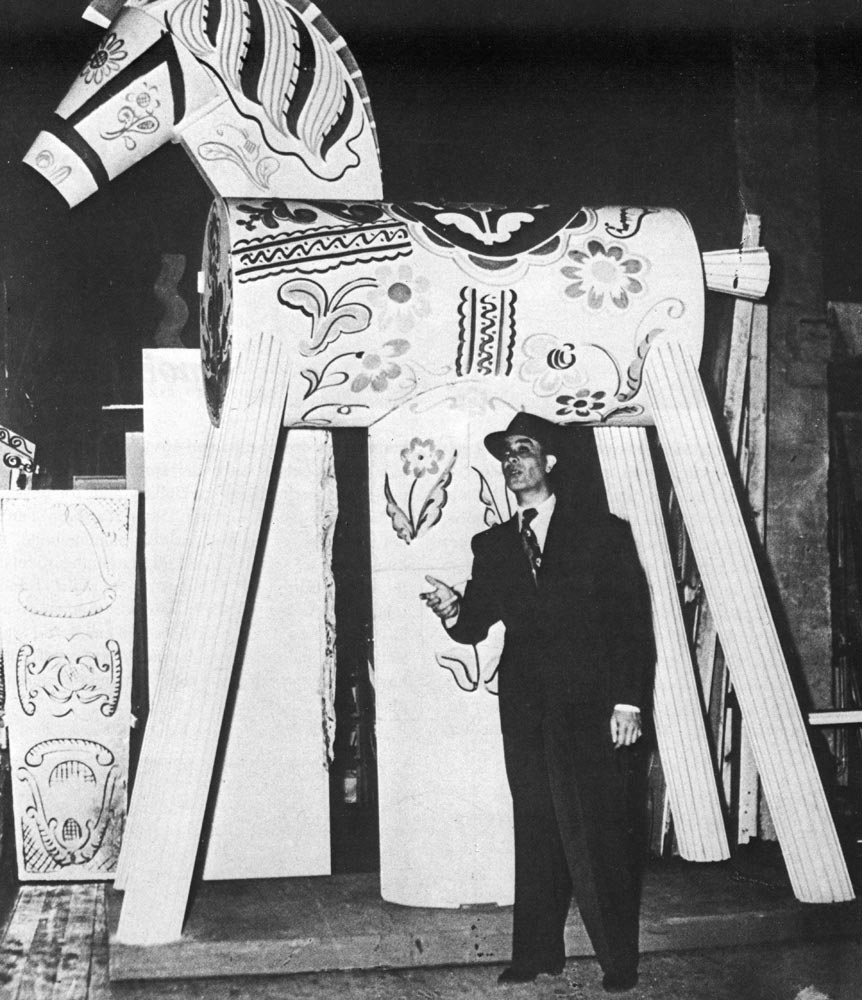
Karl Gerhard förbjöds framföra kupletten "Den ökända hästen från Troja" vars text var starkt kritisk mot både Nazityskland och Sveriges eftergiftspolitik.

Förhandscensur av filmer infördes och sådant som ansågs stötande klipptes bort.:98
Böcker, revyer och teater censurerades.:103 Ett uppmärksammat exempel är Karl Gerhards nummer "Den ökända hästen från Troja" i revyn Gullregn på Folkan. Texten i kupletten är starkt kritisk mot Nazityskland, men även mot Sveriges eftergiftspolitik och permittenttrafiken. Både statsminister Per Albin Hansson och utrikesminister Christian Günther vädjade personligen till Gerhard att stryka kupletten, men han vägrade.:117 I augusti 1940 förbjöds han att framföra den. Det var först när polisen lät meddela att Folkan skulle stänga om inte kupletten ströks som den försvann från revyn.:117
Filmen På västfronten intet nytt totalförbjöds.:117
Bland de böcker som förbjöds var Hermann Rauschnings Samtal med Hitler (1940), Harold Nicholsons Varför England är i krig, M. Horaks Komplotten bakom Stalin–Hitler-pakten, Englands vitbok om tyska koncentrationsläger, och boken Med egna ord som sammanställde citat av Adolf Hitler och andra nazistledare.:117
Axel Kiellands pjäs Om ett folk vill leva uruppfördes av Nya Teatern i Stockholm, efter tre dagar totalförbjöds pjäsen av Svenska regeringen
Censuren av kulturen motiverades med att man inte ville reta upp Nazityskland och därmed riskera en ockupation av Sverige, men enligt Maria-Pia Boëthius handlade det istället om att hålla den egna befolkningen i schack och att ingen på allvar tror att Tyskland skulle ha ockuperat Sverige på grund av böcker, revyer, teaterpjäser eller tidningsartiklar. Istället handlade det om att politikerna ville styra utan folkets inblandning genom att förhindra att misshagliga opinioner uppstod. De styrande oroade sig för att en sådan opinion kunde uppstå om folket fick kännedom om tyskarnas våldspolitik.:99

### Censur av post
Förutom brevcensur innebar Allmänna säkerhetstjänstens postcensur även inskränkningar i in- och utförsel av tidningar och tidskrifter till och från Sverige. Till de tidningar som stoppades hörde Daily Worker och den brittiska skämttidningen Punch.:56

## Sveriges roll i kriget och eftergiftspolitiken
Genom permittenttrafiken under perioden juni 1940 till augusti 1943, samt andra eftergifter till Nazityskland, kom Sverige att delta passivt i kriget på Tysklands sida.:27 Per Albin Hansson medgav i sin dagbok, på regeringssammanträden och i riksdagen att Sverige gav upp sin neutralitet,:27 men han beslutade att inte informera folket om det.:27 Beslutet om permittenttrafiken fattades enhälligt av regeringen och utan att riksdagen tillfrågades.:30 Medborgarna informerades först efter att tågen redan hade börjat rulla efter att rykten om avtalet hade läckt till tidningen Nordens Frihet.:29-30
I samband med Midsommarkrisen i juni 1941 medgav regeringen transitering av Engelbrechtdivisionen, en fullt utrustad tysk militär division, på järnväg mellan Norge och Finland.
Den allmänna opinionen hade i Sverige hösten 1942 vaknat och kritiken mot de tyska transiteringarna hade ökat i styrka.:127 Nazitysklands krigslycka hade vänt efter Slaget vid el-Alamein (1942) och Slaget vid Stalingrad (1942–1943) och tyskarna framstod inte längre som de givna segerherrarna. Långsamt skiftade då Sverige sin lojalitet istället mot de allierade och regeringen ville nu upprätta goda relationer med framförallt USA och Storbritannien.:126
Per-Albin Hansson ville inte säga upp avtalet under påtryckningar från de allierade, ville inte använda det i förhandlingar, och ville inte säga upp det av egen vilja. Detta trots att tyska diplomatiska kretsar med expertkunskap i frågan vid årsskiftet 1942/1943 bedömde att det hade varit naturligt för den svenska regeringen att göra det. Forskare kom senare att se detta som en ambivalent och mycket illa förd politik fylld av dåliga beslut.:127
För att utlova ett stopp för transiteringarna krävde regeringen ett handelsavtal med de allierade, men regeringen dolde kopplingen till handelsavtalet genom att skynda på uppsägningen så att det skulle framstå som ett autonomt svenskt initiativ.:128-129
Permittenttrafiken upphörde i augusti 1943,:27-28 men avtalet med Nazityskland om permittenttrafiken ses som en svår belastning för Sverige i historien.:128
Under kriget bytte Sverige järn mot stulet guld. Regeringen kände till misstankarna att tyskarna betalade malmen med krigsbyten, men regeringen ville ingenting veta.
Att tänja på neutraliteten gav Sverige mycket stora fördelar under kriget. Men när kriget var slut var det många länder i Europa, samt USA, som föraktade Sverige.

## Statsråd
* Statsminister eller departementschef
| Statsminister                           |  | Per-Albin Hansson         | 13 december 1939  | 31 juli 1945      | Socialdemokraterna |
| Justitieminister                        |  | Karl Gustaf Westman       | 13 december 1939  | 30 augusti 1943   | Bondeförbundet     |
| Justitieminister                        |  | Thorwald Bergquist        | 30 augusti 1943   | 31 juli 1945      | Folkpartiet        |
| Utrikesminister                         |  | Christian Günther         | 13 december 1939  | 31 juli 1945      | Partilös           |
| Försvarsminister                        |  | Per Edvin Sköld           | 13 december 1939  | 31 juli 1945      | Socialdemokraterna |
| Socialminister                          |  | Gustav Möller             | 13 december 1939  | 31 juli 1945      | Socialdemokraterna |
| Kommunikationsminister                  |  | Gustaf Andersson i Rasjön | 13 december 1939  | 30 september 1944 | Folkpartiet        |
| Kommunikationsminister                  |  | Fritiof Domö              | 30 september 1944 | 31 juli 1945      | Högerpartiet       |
| Finansminister                          |  | Ernst Wigforss            | 13 december 1939  | 31 juli 1945      | Socialdemokraterna |
| Ecklesiastikminister                    |  | Gösta Bagge               | 13 december 1939  | 15 december 1944  | Högerpartiet       |
| Ecklesiastikminister                    |  | Georg Andrén              | 15 december 1944  | 31 juli 1945      | Högerpartiet       |
| Jordbruksminister                       |  | Axel Pehrsson-Bramstorp   | 13 december 1939  | 31 juli 1945      | Bondeförbundet     |
| Handelsminister                         |  | Fritiof Domö              | 13 december 1939  | 7 mars 1941       | Högerpartiet       |
| Handelsminister                         |  | Herman Eriksson           | 7 mars 1941       | 30 september 1944 | Socialdemokraterna |
| Handelsminister                         |  | Bertil Ohlin              | 30 september 1944 | 31 juli 1945      | Folkpartiet        |
| Folkhushållningsminister                |  | Herman Eriksson           | 13 december 1939  | 7 mars 1941       | Socialdemokraterna |
| Folkhushållningsminister                |  | Axel Gjöres               | 7 mars 1941       | 31 juli 1945      | Socialdemokraterna |
| Konsultativa statsråd                   |  |                           |                   |                   |                    |
| Juristkonsult                           |  | Nils Quensel              | 13 december 1939  | 11 oktober 1940   | Partilös           |
| Juristkonsult                           |  | Edgar Rosander            | 11 oktober 1940   | 30 september 1944 | Partilös           |
| Juristkonsult                           |  | Gunnar Danielson          | 30 september 1944 | 31 juli 1945      | Partilös           |
| Juristkonsult                           |  | Thorwald Bergquist        | 13 december 1939  | 30 augusti 1943   | Folkpartiet        |
| Juristkonsult                           |  | Nils Quensel              | 30 augusti 1943   | 31 juli 1945      | Partilös           |
| Bränsleminister                         |  | Fritiof Domö              | 7 mars 1941       | 30 september 1944 | Högerpartiet       |
| Bränsleminister                         |  | Axel Rubbestad            | 30 september 1944 | 31 juli 1945      | Bondeförbundet     |
| Frågor inom finans- och försvarsdep.    |  | Knut G. Ewerlöf           | 7 mars 1941       | 31 juli 1945      | Högerpartiet       |
| Civilförsvarsminister                   |  | Axel Rubbestad            | 30 augusti 1943   | 30 september 1944 | Bondeförbundet     |
| Civilförsvars- och bitr. socialminister |  | Tage Erlander             | 30 september 1944 | 31 juli 1945      | Socialdemokraterna |

## Fotnoter